# Argyroeides flavipes
Argyroeides flavipes är en fjärilsart som beskrevs av George Francis Hampson 1898. Argyroeides flavipes ingår i släktet Argyroeides och familjen björnspinnare. Inga underarter finns listade i Catalogue of Life.